# 이영근 (축구인)
이영근(1940년 9월 24일 ~ )은 대한민국의 전직 축구 선수이자 현 축구 지도자로 현역 시절 포지션은 공격수였다.

## 국가대표 경력
1967년 11월 14일 오스트레일리아과의 인디펜던스컵에서 데뷔하여, 경기 시작 30초만에 선제골을 넣어 대한민국 국가대표팀의 최단시간 득점을 기록하였다.

## 수상

### 국가대표팀
대한민국 U-20
AFC 청소년 축구 선수권 대회  : 우승 (1959, 1960), 4위 (1961)